# Sharp PC-1251
Sharp PC-1251 — портативный микрокомпьютер, выпущенный японской компанией Sharp в 1982 году. Он являлся основной моделью серии PC-125x, третьей по счету серии микрокомпьютеров Sharp (после PC-121x и PC-15xx). Имел встроенный интерпретатор языка Бейсик и возможность работы в режиме калькулятора.
Также продавался под маркировкой Tandy (Radio Shack) TRS-80 PC-3. Модель PC-1250 отличалась уменьшенным объёмом памяти.

## Технические характеристики
- Процессор: Hitachi SC61860 (8-бит CMOS), работающий на частоте 576 кГц
- ОЗУ:
  - объём 2 кбайт у модели PC-1250
  - объём 4 кбайт у модели PC-1250A
  - объём 4 кбайт (две CMOS SRAM микросхемы HM6116 с организацией 2К×8) у модели PC-1251
  - объём 10 кбайт у модели PC-1251H
- ПЗУ: объём 24 кбайт (микросхема LH532917)
- Дисплей: монохромный жидкокристаллический, содержащий 24 символа в 1 строке; символы образованы матрицей 5×7 пикселей; без графического режима. Управляющий контроллер — SC43536
- Клавиатура: 52 кнопки, QWERTY раскладка, с отдельной цифровой секцией
- Встроенный динамик (с фиксированной частотой и длительностью сигнала), управляемый процессором
- Интерфейсный 11-контактный разъем для подключения внешних устройств — термопринтера CE-125 с интерфейсом кассетного магнитофона, термопринтера CE-126P, отдельного интерфейса кассетного магнитофона CE-124
- Питание: напряжение 6 В от встроенных литиевых элементов CR2032 (2 шт.)
- Размеры: 135 × 70 × 9,5 мм
- Вес: 115 г